# Libnotes (Afrolimonia) angustilamina
Libnotes (Afrolimonia) angustilamina is een tweevleugelige uit de familie steltmuggen (Limoniidae). De soort komt voor in het Afrotropisch gebied.